# Itilos
Itilos je v grški mitologiji edini sin Aedone, ki ga je po nesreči ubila.